# Asa Packer

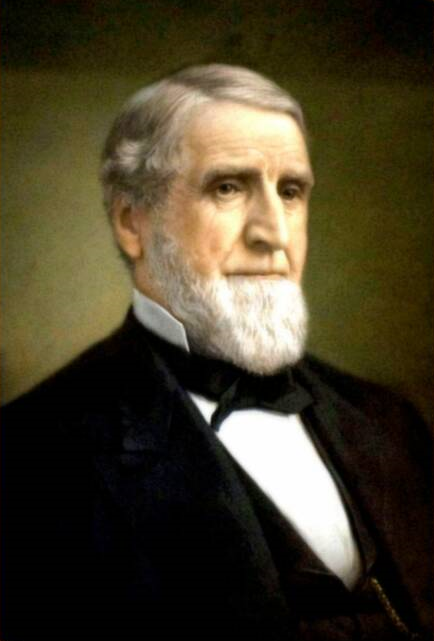
Asa Packer

Asa Packer (* 29. Dezember 1805 in Mystic, New London County, Connecticut; † 17. Mai 1879 in Philadelphia, Pennsylvania) war ein US-amerikanischer Geschäftsmann, Politiker, Eisenbahn- und Universitätsgründer. Zwischen 1853 und 1857 vertrat er den Bundesstaat Pennsylvania im US-Repräsentantenhaus.

## Werdegang
Asa Packer war ein Sohn von Elisha und Desire Packer. Er stammte aus einfachen, ärmlichen Verhältnissen und besuchte die öffentlichen Schulen seiner Heimat. Im Jahr 1820 zog er nach Springfield in Pennsylvania, wo er eine Lehre als Schreiner bei seinem Cousin Edward Packer absolvierte. 1827 ging er nach  New York, wo er erfolglos Arbeit suchte. Am 23. Januar 1828 heiratete er Sarah Minerva Blakslee (1807–1882). 1833 ließen sie sich in Mauch Chunk nieder. Dort arbeitete er zunächst im Handel; später betrieb er eine Bootswerft zum Bau von Kanalbooten. Er wurde auch in der Kohleverarbeitung und im Eisenbahngeschäft tätig. Gleichzeitig schlug er als Mitglied der Demokratischen Partei eine politische Laufbahn ein. In den Jahren 1842 und 1843 saß er als Abgeordneter im Repräsentantenhaus von Pennsylvania; von 1843 bis 1844 war er beisitzender Richter im Carbon County. Ab 1852 baute er die Eisenbahngesellschaft Lehigh Valley Railroad auf, deren Präsident er zum Zeitpunkt seines Todes war.
Bei den Kongresswahlen des Jahres 1852 wurde Packer im 13. Wahlbezirk von Pennsylvania in das US-Repräsentantenhaus in Washington, D.C. gewählt, wo er am 4. März 1853 die Nachfolge von James Gamble antrat. Nach einer Wiederwahl konnte er bis zum 3. März 1857 zwei Legislaturperioden im Kongress absolvieren. Diese waren von den Ereignissen im Vorfeld des Bürgerkrieges geprägt. Im Jahr 1856 verzichtete er auf eine weitere Kandidatur.
Nach dem Ende seiner Zeit im US-Repräsentantenhaus nahm Asa Packer seine früheren Tätigkeiten wieder auf. Mit Schenkungen von 57 Morgen Land (etwa 230.000 m²) und 500.000 US-Dollars gründete er 1865 auch die Lehigh University im Süden Bethlehems, um die jungen Männer der Region besser zu bilden. Im Jahr 1869 kandidierte er erfolglos für das Amt des Gouverneurs von Pennsylvania. Ein Jahr zuvor hatte er sich bereits erfolglos um die Nominierung seiner Partei als Präsidentschaftskandidat beworben. Er starb am 17. Mai 1879 in Philadelphia und hinterließ ein großes Vermögen.